# Liste des essences de bois tropicaux
Les essences fréquemment utilisées, commercialisées ou ayant été commercialisées sont :
- Acajou amer, Cedrela odorata, Méliacées
- Acajou d'Afrique, Khaya spp., Méliacées
- Acajou d'Amérique, Swietenia spp., Méliacées
- Afrormosia, Pericopsis elata, Fabacées
- Amarante, Peltogyne spp., Césalpiniacées
- Amourette, Piratinera guianensis, Moracées
- Assamela
- Angélique, Dicorynia guianensis, Fabacées
- Avodiré, Turraeanthus africanus, Méliacées
- Azobé, Lophira alata, Ochnacées
- Balata franc, Manilkara bidentata, Sapotacées
- Balsa, Ochroma pyramidale, Malvacées
- Bété, Mansonia altissima, Sterculiacées
- Bilinga, Nauclea trillesii, Rubiacées
- Bois de rose, Dalbergia decipularis, Fabacées
- Bois violet ou Bois de violette, Dalbergia cearensis, Fabacées
- Bossé clair, Guarea cedrata, Méliacées
- Bois canon, Cécropia, Cécropiacées
- Coumarou ou Cumaru, Dipteryx odorata, Fabacées
- Dabéma, Pitadenia africana Mimosacées
- Doussié, Afzelia sp., Césalpiniacées
- Ébène, Diospyros ebenum, Ébénacées
- Flamboyant, Delonix regia,  Césalpiniacées
- Framiré, Terminalia ivorensis, Combretacées
- Fraké ou Limba, Terminalia superba., Combretacées
- Fromager, Ceiba pentandra, Bombacaceae
- Gombé, Didelotia africana, idae, letouzeyi, brevipaniculata, spp., Leguminosae - Césalpiniacées
- Gmelina, Gmelina arborea, Lamiacées
- Grenadille, Dalbergia melanoxylon, Fabacées
- Ipé, Tabebuia spp., Bignoniaceae
- Iroko, Milicia excelsa, Moracées
- Moabi, Baillonella toxisperma, Sapotacées
- Movingui
- Niangon, Heritiera utilis, Malvacées
- Okoumé, Aucoumea klaineana, Burséracées
- Obeche (Samba, Ayous)
- Ozigo, Dacryodes buetnerii, Burséracées
- Padouk,  Pterocarpus
- Palissandre d'Asie, Dalbergia latifolia, Fabacées
- Palissandre de Rio, Dalbergia nigra, Fabacées
- Sapelli, Entandrophragma cylindricum, Méliacées
- Samba, Wawa ou Ayous, Triplochiton scleroxylon, Sterculiacées
- Sipo, Entandrophragma utile, Méliacées
- Tamarinier, Tamarindus indica, Césalpiniacées
- Tchitola,
- Teck, Tectona grandis, Verbénacées. Pour le Teck du Brésil, voir Coumarou.
- Tiama, Entandrophragma angolense
- Tola, Prioria balsamiferum, Césalpiniacées
- Wapa, Eperua falcata, Césalpiniacées
- Wenge, Millettia laurentii, Fabacées